# B-67

Logo du B-67

B-67 est une association sportive groenlandaise fondée en 1967, localisée à Nuuk qui officie dans plusieurs sports parmi lesquels :
- Badminton
- Football masculin et Football féminin
- Handball

## Palmarès

### Football
- Championnat :
  - 1993, 1994, 1996, 1999, 2005, 2008, 2010, 2012, 2013, 2014, 2015, 2016, 2018
  - second : 2002, 2004
  - troisième : 2003
- Championnat féminin :
  - Aucun titre
  - second : 1988, 1989, 1990, 1992, 1994
  - troisième : 1995

### Handball
- Championnat :
  - 1984